# Lagune Larga
La Lagune Larga, en Argentine, est un lac andin d'origine glaciaire situé sur le territoire de la province de Chubut, dans le département de Futaleufú, en Patagonie. 

## Géographie
La lagune Larga s'allonge du sud-est vers le nord-ouest, sur une longueur de 3,5 kilomètres, à une altitude de 811 mètres. 
 
Elle se trouve à moins de 2 km au sud-est du bras sud-est du lac Futalaufquen. 
La lagune Larga est située au sein du parc national Los Alerces
Elle occupe une petite cuvette d'origine glaciaire, ancien lit d'un glacier disparu à la fin de la dernière glaciation. 
 
Cette cuvette est disposée en altitude sur le rebord sud-ouest du Cordón Rivadavia, massif de montagnes enneigées qui court du nord vers le sud, à l'est et au nord-est du bras sud-est du lac Futalaufquen voisin.
D'accès difficile, la lagune est entourée d'une superbe forêt andino-patagonique humide encore presque vierge. On y trouve principalement le coihué (Nothofagus dombeyi) et le cyprès de la cordillère (Austrocedrus chilensis).
À cinq kilomètres au nord-est de la lagune Larga se trouve la lagune Trafipan. Il existe un projet, appelé Trafipan 2000, d'y édifier la plus grande station de ski d'Amérique du Sud.

## Hydrologie
La lagune fait partie du bassin du Río Futaleufú, dont les eaux traversent la cordillère des Andes pour se déverser dans l'océan Pacifique au Chili. 

Son émissaire prend naissance au niveau de son extrémité nord-ouest. Long de moins de 3 km, il effectue une descente de près de 300 mètres avant de se jeter dans le lac Futalaufquen. Cette descente rapide est entrecoupée de fort pittoresques cascades.